# A tiszta ész kritikája
A tiszta ész kritikája (németül: Kritik der reinen Vernunft) Immanuel Kant fő műve, amely először 1781-ben, majd 1787-ben jelent meg. Kant ebben a műben nem annyira a mai értelemben vett kritizálásra törekszik, hanem azt a célt tűzi ki maga elé, hogy megvizsgálja, feltérképezze az ember megismerőképességének jellegzetességeit, határait.

## Aracionalizmusés azempirizmusközött
Kant műve a felvilágosodás utáni filozófia két irányzatának, a racionalizmusnak és az empirizmusnak a meghaladását jelenti. A racionalizmus szerint a megismerésben elsődleges az emberi gondolkodás, a kiindulópont az emberi tudat. Descartes pl. úgy véli, ha a radikális kétely állapotába helyezkedünk, és valami abszolút bizonyos pontot keresünk, minden megkérdőjelezhető, kivéve azt, hogy aki ezt a kérdést felteszi, az közben gondolkodik, tehát létezik. (Erre utal Descartes híres aforizmája, a „Cogito, ergo sum”, vagyis a „Gondolkodom, tehát vagyok”. Az elsődleges viszonyulási pont tehát az ember számára a saját gondolkodása. A racionalizmus elsősorban német és francia nyelvterületen terjedt el. Az empirizmus ezzel szemben a tapasztalat elsődlegességét hangsúlyozza: a tudatban eredendően nincs semmiféle idea, minden a külvilágból, a tapasztalatból kerül oda. Kant viszont úgy gondolja, a külvilág tárgyai léteznek, de semmit nem tudunk arról, hogy valójában milyenek azok. Csak azt tudhatjuk, hogy a mi számunkra hogyan jelennek meg. Kant szerint ezért az a legfontosabb feladat, hogy megismerjük, feltárjuk a saját megismerőrendszerünket.

## A könyv szerkezete
A bevezetésben Kant az a priori és az a posteriori fogalmakkal, illetve az analitikus és a szintetikus ítéletek közötti különbséggel foglalkozik. Ezután következik a két fő rész. Az első Az elemek transzcendentális tana, amely maga is két részre tagolódik. Az első szakasz a Transzcendentális esztétika, amely az érzéki megismerés tiszta (tapasztalattól független) szemléleteivel, a térrel és idővel foglalkozik, ezután pedig a transzcendentális logika, amely a gondolkodást vizsgálja. Ez ismét két részből áll: az elsőnek a témája az értelem, a másodiknak az ész. A transzcendentális Kant szóhasználatában azt az ismeretet jelenti, ami nem magukra a tárgyakra irányul, hanem arra, hogy mi hogyan ismerjük meg a tárgyakat.

## Bevezetés

### Az a priori és az empirikus ismeretek
Minden ismeret a tapasztalatból ered. A tapasztalat azonban nem egynemű, hanem összetett: részben abból áll, amit „benyomások útján nyerünk,” részben pedig abból, amit maga az emberi megismerőkészség tesz hozzá a benyomásokhoz. Vannak olyan ismeretek, amelyek teljesen függetlenek az érzéki benyomásoktól, ezek az a priori ismeretek. Az empirikus ismeretek ezzel szemben a tapasztalatból erednek (még akkor is, ha sokféle tapasztalatból adódnak össze), Kant ezt a posteriori jellegnek nevezi. Az a priori ismeretek legfontosabb jellemzője a szükségszerűség és az általánosság.

### Az analitikus és a szintetikus ítéletek
Kant ezután az analitikus és a szintetikus ítéletek különbségéről beszél. Az ítélet ebben az összefüggésben mindenféle állítást jelent, ahol valamiről mondunk, állítunk valamit, filozófiai szaknyelven megfogalmazva ugyanezt: egy szubjektumhoz egy predikátumot rendelünk. Analitikus ítélet az, amikor a predikátum benne foglaltatik a szubjektumban, vagyis a szubjektum és a predikátum kapcsolatát azonosságként gondoljuk el, ezt más kifejezéssel magyarázó ítéletnek is nevezi Kant. Ha pl. azt mondom, „minden test kiterjedt”, ez analitikus ítélet, hiszen a test fogalmában a kiterjedés eleve benne rejlik. Az ítélet létrehozásához tulajdonképpen elegendő magát a fogalmat felbontani. A szintetikus ítéletek esetében viszont a predikátum külsőleg adódik hozzá a szubjektumhoz, pl. a „minden test súlyos” állítás esetében. Ezt más szóval gyarapító ítéletnek is lehet nevezni.

## Első rész: Transzcendentális esztétika
A transzcendentális esztétika a tiszta szemléletekkel foglalkozik, vagyis azzal, hogy az érzékelésnek mik a tisztán tudati feltételei, alapstruktúrái. A testek szemlélésénél mindentől el tudok vonatkoztatni (pl. a színtől, nagyságtól stb.), kivéve attól, hogy minden testnek kiterjedése és alakja van, vagyis attól, hogy a test térben létezik, a térbeliség minden konkrét, valóságos érzékelés nélkül is megvannak az elmében. A tér nem empirikus fogalom, azaz nem a tapasztalatból ered, hanem érzékelésünk a priori sajátossága, tisztán szubjektív feltétele, ami lehetővé teszi számunkra, hogy a dolgok egyáltalán megjelenjenek számunkra. Nem tudjuk, hogy a dolgok a valóságban milyenek, és milyennek érzékelik azt más élőlények, csak azt tudjuk, hogy számunkra térben jelennek meg.
A térhez hasonlóan az idő is a tiszta szemlélet formája. A tér a külső, az idő a belső szemlélettel függ össze. Az idő a dolgok egymásutánját jelenti, lehetővé téve, hogy „egyazon tárgyon kontradiktatorikus ellentétben álló predikátumok kapcsolódjanak össze.” (86)

## Első alrész: Transzcendentális analitika (Az értelemről)
Kant az esztétikában a szemlélettel foglalkozik, vagyis az érzékeléssel, a logikában pedig az értelemmel, vagyis azzal a képességgel, hogy tiszta fogalmak segítségével gondoljuk el a tárgyat, ami az érzékelésben adva van. A szemlélet és a fogalom egymásra vannak utalva, egymás nélkül nem léteznek: „Tartalom nélkül üres a gondolat, fogalom nélkül vak a szemlélet.”
Kant az első alrészben az értelmet veszi szemügyre, amely fogalmakkal dolgozik. Ebben a részben elemzi a kategóriákat, vagyis a fogalmakat, aztán pedig megvizsgálja a sémákat, amelyek meghatározzák, hogy miként vonatkoznak a fogalmak a szemléltre, vagyis hogy hogyan kapcsolódik össze a kettő. A második alrészben Kant pedig az észt vizsgálja, amely a szemléleteket és a fogalmakat az eszmék alá rendeli.

### Első könyv: A fogalmak analitikája

#### Első fejezet: Az értelem fogalmairól
Az értelem alapvető tevékenysége az ítéletalkotás, ami nem más, mint a gondolkodóképesség. Kant az ítéletalkotás fajtái alapján határozza meg a kategóriákat.
Az ítéletek fajtái:
- Mennyiség alapján: általános, különös, egyedi
- Minőség alapján: állító, tagadó, végtelen
- Viszonyok alapján: kategorikus, hipotetikus, általános
- Modalitás alapján: problematikus, asszertorikus, apodiktikus

Ennek megfelelően a kategóriák táblázata:
- A mennyiség kategóriái: egység, sokaság, összesség
- A minőség kategóriái: realitás, limitáció, negáció
- A viszony kategóriái: inherencia és szubzisztencia (szubsztancia és akcidens), kauzalitás és dependencia (ok és okozat), kölcsönviszony
- A modalitás kategóriái: lehetőség-lehetetlenség, létezés-nemlétezés, szükségszerűség-véletlenség

#### Második fejezet: Az értelem fogalmainak dedukciója
Kant itt azzal a kérdéssel foglalkozik, hogy az értelem fogalmai hogyan vonatkoznak az érzékelésben adott végtelen sokféleségre. A sokféleséget az érzékelés felfogja, de az értelem visz bele kapcsolatokat, vagyis az értelem végzi el a szintézist. Mivel Kant a kategóriákat az ítéletekből vezeti le, a fogalmak már eleve feltételezik a kapcsolatot, hiszen az ítéletek kapcsolatokat jelentenek. Az ítélet tehát a különböző fogalmak egységének alapja, és mivel az értelem alapvető tevékenysége az ítéletalkotás, a dedukció lényegében az értelem létének lényegére kérdez rá.
A Sokféleségben adott egységet az „én gondolkodom” biztosítja, mely valamennyi képzettel együtt jár, és megteremti az alapot arra, hogy a sokféle képzet mind ugyanahhoz az öntudathoz tartozzék. Másfelől saját tudatunk azonosságát is csak úgy tudjuk elgondolni, hogy képesek vagyunk ebben az önazonos tudatban összekapcsolni különböző képzeteket, és valamennyi képzetünket ennek a tudatnak a részeként érzékeljük.

### Második könyv: az alaptételek

#### A sémák
Ebben a részben Kant az ítélőerő képességével foglalkozik, vagyis azzal a képességgel, hogy az értelem hogyan alkalmazza a kategóriákat a szemléletekre, hogy tapasztalatokhoz jusson. Az értelem ismereteinek tehát objektív érvényességük van, míg az észhez Kant a látszat logikáját rendeli, hiszen az ész ezekből az ismeretekből következtetéseket von le, így megpróbál túllépni a tapasztalatok határain.
A szemléleteket a fogalmakkal a sémák kapcsolják össze. A sémák alapja az idő, amely azért alkalmas a kettő közötti közvetítésre, mert egyszerre érzéki és intellektuális természetű, ezért mindkettővel rokon jellege van.
- A mennyiség kategóriáira úgy vonatkozik az idő, hogy mivel ennek az alapja a szám, ami egymásutániságot feltételez, amit el lehet gondolni az idő struktúrájaként.
- A minőség kategóriái a realitás és a negáció (nemlét) közti ellentét az időbeli átmenetet jelenti mint valaminek a semmivé válását vagy létrejövését.
- A viszony kategóriája a dolgok egymásutánját jelenti.
- A modalitás kategóriái esetében lehetséges az, ami valamilyen időben létezik, reális, ami egy meghatározott időben, szükségszerű, ami minden időben.

Emellett a sémák a priori időmeghatározások is, melyek megadnak egy fontos jellemzőt az idővel kapcsolatban: az első esetben a séma megadja az idősort, a második az idő tartalmát, a harmadik az időbeli rendet, a negyedik az idő összességét.

#### A szintetikus alaptételek
Kant itt a természet megismerésének, a tapasztalat létrejöttének értelembeli alapjaival foglalkozik.
- A szemlélet anticipációi: az extenzív mennyiség. Tapasztalat csak úgy lehetséges, ha a jelenségeknek térbeli és időbeli kiterjedése van, bármilyen kicsi is ez a kiterjedés. Kant ezt extenzív mennyiségnek nevezi, amin azt érti, hogy a jelenség egésze részekből áll.
- Az észlelés anticipációi. Az extenzió mellett a jelenségeknek intenzív mennyisége is van, különben nem tudnának hatást gyakorolni az érzékszerveinkre.
- A tapasztalat analógiái. A tapasztalat nem más, mint olyan empirikus megismerés, ami az észleletek kapcsolataiból áll. Az észleletek azonban önmagukban csupán véletlenszerűen, esetlegesen kapcsolódnak egymáshoz, a szükségszerű kapcsolatot az értelem tartalmazza. Ezt a kapcsolatot pedig az idő teremti meg, amelynek három módusza van, ezeknek felelnek meg az analógiák: Kant szerint ez a három módusz az állandóság, az egymásutániság és az egyidejűség.

Első analógia: a szubsztancia állandósága. Minden, ami létezik, az az időben létezik, de maga az idő önmagában nem érzékelhető, csakis egy olyan dolgon, aminek viszont állandónak kell lennie ahhoz, hogy érzékeljük rajta az időt. A szubsztancia tehát állandó, a változás szubsztrátumaként mindig ugyanaz marad, ebből viszont az következik, hogy a szubsztancia mennyisége sem változhat a létezésben.
Második analógia: Az időbeli egymásutániság alaptétele, a kauzalitás elve alapján. Az észleletek összekapcsolódnak az időben: vagy az egyik, vagy a másik van előbb, észleletünk az egyiket előbbre, a másikat későbbre teszi. Az első a másodikat olyan módon határozza meg, mint a maga folyományát, de ez a rend természetesen nem a tárgyakban, hanem az elme szintézisében van. Kant ezzel párhuzamosan beszél arról is, hogy maga az észlelés is időbeli folyamat: egy adott térbeli létezőt is szukcesszív módon érzékelünk, egy ház esetében először megnézzük a falakat, a tetőt stb.
Harmadik analógia: Az egyidejűség alaptétele. A dolgok, amik egy időben léteznek, hatással vannak egymásra.

## Második alrész: Transzcendentálisdialektika(az észről)

### A tiszta ész
Ahogyan az értelem az észleletekre irányul, amelyekből létrehozza az ismereteket, úgy az ész soha nem teremt közvetlenül kapcsolatot a tapasztalattal, hanem az értelemre irányul, hogy rendet vigyen az értelem ismereteibe. Ezt a rendet a transzcendentális ideák segítségével képes megteremteni.

### A transzcendentális ideák
Mielőtt Kant a transzcendentális ideák tárgyalásába kezdene, tesz egy rövid kitérőt Platón ideafogalmára és Az állam c. művére. Platón elgondolásában az ideák ősképek, amelyekből az emberek részesednek. Kant szerint Platón helyesen járt el, amennyiben azt állította, hogy az emberek tetteit az ideáknak kell irányítania ahhoz, hogy az állam igazságos legyen. Erkölcsi értelemben teljesen helyes ideákról beszélni, de a természeti világ ideáival egészen másként áll a helyzet, hiszen itt nem lehet ilyen ideákat feltételezni, minthogy itt az ismeretek a tapasztalatból származnak, szemben az erkölccsel, ahol egy belső parancs irányítja az embert.
Kantnál ezzel szemben az ideák az ész eszközei arra, hogy az értelem ismereteit valamilyen abszolút egységbe rendezze, az ész ezért következtetéseket von le az ismeretekből, és túlhalad a tapasztalaton. Kant három ilyen eszméről beszél:
- Az első a gondolkodó szubjektum egysége, ez a pszichológia tárgya
- A második a jelenségek (a világ) egysége, ez a kozmológia tárgya
- A harmadik az elgondolható dolgok lehetőségének végső feltétele (Isten), ez a teológia tárgya

Kant a következőkben azt bizonyítja, hogy ezek az eszmék az ész működésének feltételei, a valóságos (empirikus) világban nem érvényesek: nem dönthetjük el pl., a valóságban létezik-e Isten, csak azt, hogy az emberi megismerés úgy működik, hogy feltételezi Isten létét. Kant ezután azt bizonyítja, hogy ha ezeket az eszméket tárgyként értjük, az önellentmondáshoz vezet.
- A tiszta ész paralogizmusa azt bizonyítja, hogy a lélek nem ismerhető meg valóságos szubsztanciaként
- Az antinómiák a világról adott ellentétes elgondolásokat tartalmazzák
- Kant végül Isten létével foglalkozik

## Magyarul
- A tiszta ész kritikája; ford., jegyz. Alexander Bernát, Bánóczi József; Franklin, Bp., 1891 (Filozófiai írók tára)
- A tiszta ész kritikája; ford., jegyz. Alexander Bernát, Bánóczi József; 2. átdolg. kiad.; Franklin, Bp., 1913 (Filozófiai írók tára)
- A tiszta ész kritikája; ford. Kis János, görög és latin idézetford. Molnár Anna; Ictus, Szeged, 1996
- A tiszta ész kritikája; ford. Kis János; jav. kiad.; Atlantisz, Bp., 2004 (Mesteriskola), ISBN 9789639165717